# Jean-Marie-Bernard Clément
Jean-Marie-Bernard Clément (* 25. Dezember 1742 in Dijon, heute Côte-d’Or; † 3. Februar 1812 in Paris), genannt „Clément de Dijon“, war ein französischer Dichter, Literaturkritiker und Übersetzer.

## Leben
Jean-Marie-Bernard Clément unterrichtete einige Zeit das Fach Philosophie am Gymnasium seiner Heimatstadt Dijon und sympathisierte mit Voltaire, mit dem er einen kurzen Briefwechsel anknüpfte. Nach dem Umzug nach Paris wurde er zunächst durch den Schriftsteller Mably gefördert. Durch Voltaire wurde er an La Harpe empfohlen.
Ohne großen Erfolg, da von der Comedie francaise abgelehnt, versuchte er sich 1774 an einer Komödie mit dem Titel Les Francs-maçons (Die Freimaurer) und 1779 an einer Tragödie mit dem Titel Médée (Medea). Als Mitarbeiter des Journal de Monsieur, des Journal français und anderer Zeitschriften spezialisierte er sich zunehmend auf Kritiken, wobei er unter der Überhöhung antiker und klassisch französischer Autoren die zeitgenössischen Autoren zunehmend heftiger angriff und schmähte.
Der Marquis Jean-François de Saint-Lambert, ein von Clément auf diese Weise ebenfalls angegriffener zeitgenössischer Autor versuchte durch seine Beziehungen Clément journalistisch kaltzustellen. Auf einen daraufhin folgenden rüden Brief Cléments erwirkte Saint-Lambert gegen Clément einen lettre de cachet wegen Verleumdung, der Clément für drei Tage im Fort-l’Évêque inhaftierte. Die Entlassung verdankte Clément der Fürsprache Rousseaus. Die Maßnahme Saint-Lamberts bewirkte lediglich eine weitere Radikalisierung Cléments und einen zunehmenden Bekanntheitsgrad in der literarischen Szene. Clément sagte sich vollends von den „Philosophen“ ab und schloss sich Élie Catherine Fréron, dem einflussreichen Verleger des „L’année littéraire“ an. Clément griff von 1773 bis 1779 in neun offenen Briefen (jeweils in Bandstärke), den Lettres à M. de Voltaire, den in Ferney bei Genf lebenden „Philosophen“ Voltaire an, der daraufhin den Namen seines Kritikers in „Inclément“ verkehrte. Fréron bezeichnete die Lettres à M. de Voltaire als „notwendiges Gegengift für die Extremitäten der falschen Philosophie unserer Zeit“. Nach der Französischen Revolution blieb Clément dem Genre treu und verlegte sich wiederum auf Kritiken. Besonders vehement widmete er sich dem Autor Ponce-Denis Écouchard-Lebrun.
Neben seiner Tätigkeit als Kritiker versuchte sich Clément als Satiriker und übersetzte Das befreite Jerusalem (Torquato Tasso) sowie eine Reihe der Werke Ciceros. 1800 folgte die Übersetzung der Amours de Leucippe et de Clitophon des Achilleus Tatios.

## Werke
- Observations critiques sur la nouvelle traduction en vers françois des Géorgiques de Virgile, et sur les poèmes des Saisons, de la Déclamation et de la Peinture. 1771.
- Nouvelles observations critiques sur différents sujets de littérature. 1772.
- Lettres à M. de Voltaire. 9 Briefe über jeweils einen Band. 1773–1776.
- Les Francs-maçons. Komödie. 1774.
- Médée. EA Moutard, Paris, 1779, (3), IV–XVI, S. 17–51.
- De la Tragédie, pour servir de suite aux lettres à Voltaire. 1784.
- Essais de critique sur la littérature ancienne et moderne. 1785.
- Satires. 1786.
- Projet de règlement sur la manière de tenir, à l’avenir, les soi-disant philosophes. 1786.
- Petit dictionnaire de la cour et de la ville. 1788.
- Tableau annuel de la littérature française. 5 Jahrgänge. ab 1801.